# الکساندر ای. آرنولد
الکساندر آهاب آرنولد (Alexander Ahab Arnold) (زادهٔ ۲۰ اکتبر ۱۸۳۳ - درگذشتهٔ ۱ مارس ۱۹۱۵)، وکیل آمریکایی، دامپرور و سیاستمدار جمهوری‌خواه اهل گالسویل، ویسکانسین بود. او سی و سومین سخنران مجلس ایالتی ویسکانسین بود و به مدت دو سال به نمایندگی از شهرستان ترمپیالیو در مجلس سنای ایالت ویسکانسین فعالیت کرد.

## اوایل زندگی و تحصیلات
آرنولد در سال ۱۸۳۳ در راینبک، شهرستان داچس، نیویورک به دنیا آمد. او در مزرعه پدرش بزرگ شد و در آکادمی استارکی (که به آن مدرسه شبانه‌روزی ناین پارتنرز هم گفته می‌شود) و سپس کالج پوکیپسی تحصیل کرد. او برای چند سال در مدرسه تدریس کرد و سپس به دانشکده حقوق راه یافت و نهایتاً در سال ۱۸۵۵ از آنجا فارغ‌التحصیل شد. پس از فارغ‌التحصیلی، او به تحصیل در رشته حقوق در دفتر تئودور میلر، در هادسون، نیویورک رفت و در پایان همان سال در هیئت وکلای نیویورک پذیرفته شد.
آرنولد در سال ۱۸۵۷ به سمت غرب به ویسکانسین رفت و برای مدت کوتاهی در الکورن، ویسکانسین با پسر برادر خود زندگی کرد. او در آنجا در هیئت وکلای ویسکانسین پذیرفته شد و به عنوان وکیل اولین پرونده خود را انجام داد. آرنولد در ژوئن ۱۸۵۷ به گالسویل، ویسکانسین سفر کرد و با دیگر فرزندان برادرش- دبلیو اِی جانسون و خانم جورج ای. اسمیت- ملاقات کرد. وی تصمیم گرفت در آنجا بمانند و یک دفتر حقوق راه بیندازد. آرنولد در سال ۱۸۶۱ به عنوان سرپرست مدارس انتخاب شد، اما در سال ۱۸۶۲ استعفا داد تا در ارتش اتحادیه ثبت‌نام کند.

## خدمات جنگ داخلی
مدت کوتاهی پس از مرگ همسر اول و فرزندش، آرنولد داوطلب خدمت در ارتش اتحادیه در جنگ داخلی آمریکا شد. او به عنوان سروان گروه C در هنگ پیاده‌نظام ۳۰ ویسکانسین ثبت‌نام کرد و در اوت ۱۸۶۲ به خدمت اعزام شد. پیاده‌نظام سی‌اِم ویسکانسین، بر خلاف سایر هنگ‌های ویسکانسین، عمدتاً در ایالت ویسکانسین برای فراخوان به خدمت عمل می‌کرد. آنها در دستگیری و زندانی کردن چند تن از شورشیان فراخوانی در شهرستان اوزاوکی نقش داشتند.
در آوریل ۱۸۶۴ گروه آرنولد به همراه سه گروه دیگر تحت فرماندهی سرهنگ دانیل جی. دیل، ایالت را ترک کرد و از طریق سنت لوئیس به قلمرو داکوتا رفت. آنها فرستاده شده بودند تا به جیمز ال. فیسک که توسط لاکوتاهای متخاصم زیر نظر «گاو نر نشسته» مورد حمله قرار گرفته بود، کمک کنند. در قلمرو داکوتا، آنها در ایجاد سنگر فورت رایس به رهبری ژنرال آلفرد سالی کمک کردند.
در اکتبر ۱۸۶۴ گروه‌های ویسکانسین فورت رایس را ترک کردند و به سمت لوئیزویل، کنتاکی رفتند و در ۲۹ نوامبر وارد آنجا شدند. در دسامبر، بقیه هنگ نیز به آنها ملحق شدند. آنها سپس در تیپ ۲، لشکر ۲، منطقه نظامی کنتاکی سازماندهی شدند و به نگهبانی از زندانی در لوئیزویل منصوب گشتند. طی چند ماه بعد، هنگ به پُست‌های مختلف در نواحی اطراف کنتاکی تقسیم شد. سرهنگ دیل به سمت فرماندار مارشال ژنرال کنتاکی منصوب شد، سرهنگ دوم بارتلت به یک مأموریت در محکمه نظامی منصوب شد، سرگرد جان کلونی به عنوان مارشال پیشرو در فرانکفورت منصوب شد. کاپیتان آرنولد از مارس ۱۸۶۵ تا زمانی که هنگ در ۲۰ سپتامبر ۱۸۶۵ از خدمت خارج شد، فرمانداری باقی‌مانده هنگ در لوئیزویل را بر عهده داشت.

## حرفه بعد از جنگ
آرنولد پس از بازگشت از جنگ، تصمیم گرفت به جای ادامه دادن به حرفه وکالت، به زراعت بپردازد. در سال اول پس از بازگشت، او زمین‌های بیشتری خریداری نمود و اندازه زمین زراعی خود را سه برابر بزرگ‌تر کرد. بعداً وی اندازه زمین خود را به دو برابر گسترش داد و در نهایت مالک حدود ۴۰۰ هکتار زمین شد. او پیشگام پرورش گاوهای شاخ کوتاه و خوک برکشایر در منطقه بود. آرنولد باقی عمر خود را با انجمن زراعتی شهرستان ترمپیالیو همکاری کرد و دو سال به عنوان رئیس انجمن زراعتی ایالتی خدمت کرد.
آرنولد از نظر سیاسی، تحت تأثیر والدینش یک دموکرات بود. در مورد مسئله برده‌داری، او موضع استفان داگلاس را تأیید کرد و از مبارزات انتخاباتی او در سال ۱۸۶۰ حمایت کرد. با این حال در سال ۱۸۶۴، او رأی خود را به آبراهام لینکلن داد و از آن زمان یک جمهوری‌خواه باقی ماند.
آرنولد در سال ۱۸۷۰، برای اولین دوره در مجلس ایالتی ویسکانسین انتخاب شد و به نمایندگی از شهرستان ترمپیالیو در بیست و چهارمین مجلس قانون‌گذاری ویسکانسین خدمت کرد. او در سال ۱۸۷۱ در انتخابات مجدد شرکت نکرد.
وی در سال ۱۸۷۶، دوباره نامزد انتخابات شد و از منطقه بیست و نهم سنای ایالتی که در آن زمان شامل شهرستان‌های بوفالو، پپین و ترمپیالیو بود، به مجلس سنای ایالت ویسکانسین راه یافت.
در سال ۱۸۷۹ آرنولد برای آخرین دوره در مجلس انتخاب شد و برای جلسه ۱۸۸۰ به عنوان رئیس مجلس خدمت کرد.
بعدها در زندگی، او چندین سال به عنوان رئیس هیئت امنای کالج گیل خدمت کرد و رئیس شرکت خط ریل گالسویل و می‌سی‌سی‌پی بود تا اینکه خط سیر آنها توسط «شرکت نورث‌وسترن ریل‌رود» خریداری شد.
آرنولد در ۱ مارس ۱۹۱۵ در خانه‌اش در گالسویل درگذشت.

## زندگی شخصی و میراث

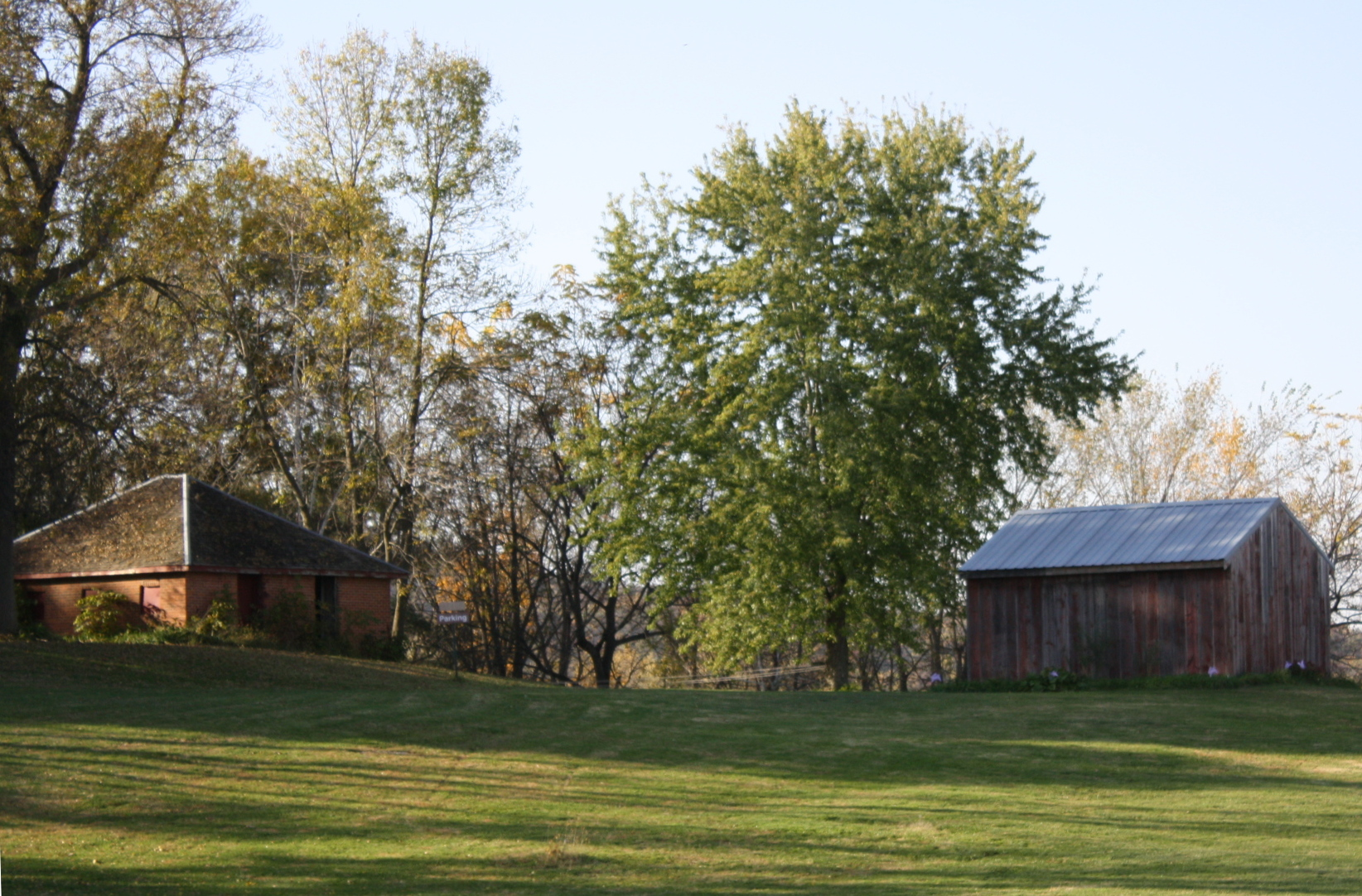
مزرعه ی تورن الکساندر ای آرنولد فارمی در فهرست ملی اماکن تاریخی

الکساندر آهاب آرنولد فرزند دوم از هفت فرزند آرچیبالد اچ.آر. آرنولد و همسرش کاترین ام. ای (با تخلص شولتز) بود. خواهر بزرگتر او در ۱۶ سالگی درگذشت.
الکساندر آرنولد در سال ۱۸۵۹ با هتی تریپ عروسی کرد. هتی تنها دو سال بعد در سال ۱۸۶۱ درگذشت. آنها با هم صاحب یک فرزند به نام بلانچ شدند که در سال ۱۸۶۲ فوت کرد. بعدتر در ۱ فوریه ۱۸۶۹ آرنولد با مری دی داگلاس عروسی کرد و از او صاحب شش فرزند شد که تنها چهار فرزند او تا بزرگسالی زنده ماندند.
آرنولد یک فراماسون برجسته بود و یکی از سازمان دهندگان شعبه فراماسون‌های ارتش بزرگ جمهوری در گالسویل و اولین فرمانده شعبه فراماسون‌ها بود.
مزرعه آرنولد بسیار مقبول توصیف شده و تا به امروز هنوز هم باقی‌مانده‌است. این مزرعه به عنوان مزرعه تورن الکساندر اِی. آرنولد فارم در فهرست ملی اماکن تاریخی شناخته شده‌است.